# Joan Picañol i Aldavert
Joan Picañol i Aldavert (Monistrol de Calders, ? d'agost de 1855 - Sabadell, 4 de març de 1931) fou un forner, propietari de terres i darrer alcalde de Sant Pere de Terrassa.

## Biografia
Joan Picañol, forner de Monistrol de Calders, arribà a Sabadell amb Maria Quintana –la seva dona– cap al 1883 i tres anys després se n'anà a viure a la Creu Alta, primer al carrer de Manresa –que avui és carrer Major– i més endavant al carrer Nou de Jonqueres, que ha acabat anomenant-se avinguda de l'Onze de Setembre.
La casa del carrer Nou, que era cantonera i tenia un solar a l'eixida posterior, l'havia comprada el 1900 Maria Quintana i ell mateix va demanar llicència municipal per tancar el solar del darrere, que donava a un carrer innominat acabat d'obrir. Des d'aleshores el carrer constà documentat com a carrer de Picañol, per ser el primer a parcel·lar el terreny, tot i que a dreta llei no n'era el propietari.
Picañol s'hi establí com a forner i el 1903 arribà a ser alcalde de Sant Pere de Terrassa, municipi al qual pertanyia la Creu Alta. De fet, va ser el darrer alcalde de Sant Pere, perquè el 1904 la Creu Alta passava a pertànyer a Sabadell i, amb el canvi de jurisdicció, Picañol fou nomenat tinent d'alcalde del nou Ajuntament.